# Gare de Vias
La gare de Vias est une gare ferroviaire française de la ligne de Bordeaux-Saint-Jean à Sète-Ville, située sur le territoire de la commune de Vias, dans le département de l'Hérault, en région Occitanie.
Elle est mise en service en 1857 par la Compagnie des chemins de fer du Midi et du Canal latéral à la Garonne (Midi). 
C'est une halte voyageurs de la Société nationale des chemins de fer français (SNCF), desservie par des trains TER Occitanie.

## Situation ferroviaire
Établie à 8 mètres d'altitude, la gare de bifurcation de Vias est située au point kilométrique (PK) 448,887 de la ligne de Bordeaux-Saint-Jean à Sète-Ville, entre les gares de Béziers et d'Agde. En direction de Béziers s'intercale la gare fermée de Villeneuve-lès-Béziers.
Elle est également l'origine de la ligne de Vias à Lodève, avant la gare fermée de Bessan. Seul le tronçon jusqu'à gare Lézignan-La Cèbe (fermée) est ouvert pour des circulations pour la desserte d'une carrière. En juin 2013 il n'y avait plus eu de circulations depuis septembre 2010.

## Histoire
La station de Vias est officiellement mise en service le 22 avril 1857 par la Compagnie des chemins de fer du Midi et du Canal latéral à la Garonne, lorsqu'elle ouvre à l'exploitation régulière la dernière partie, sur une voie unique, entre Toulouse et Sète (dont le nom est orthographié Cette à l'époque), de sa ligne de Bordeaux à Sète. En fait des trains circulent : depuis la réception de la ligne le 20 février, l'ouverture d'un service marchandises le 15 mars et l'ouverture du service voyageurs le 1er avril. Il ne s'agissait pas d'une exploitation régulière mais d'une expérimentation servant à la formation des personnels. L'inauguration de la ligne a lieu le 6 avril à Toulouse, les invités venant dans des trains spéciaux partis de Bordeaux et de Sète. Néanmoins des gares ont encore leurs superstructures en chantier.
En 1858, Vias est la 72e station depuis Bordeaux, qui est à 450 km, elle dessert une ville de 1 761 habitants. C'est après la gare qu'est prévu l'embranchement de la ligne de Pézenas.
La gare de Vias devint un nœud ferroviaire le 8 août 1863, lors de la mise en service de la ligne de Vias à Lodève. Le trafic voyageurs sur Vias<>Paulhan fut supprimé le 28 juin 1957, soit un siècle après l'ouverture de la gare.
La gare est devenue un PANG (Point d'Arrêt Non Géré) le 5 février 1990, lors de la fermeture du bâtiment voyageurs. Un second bâtiment se trouvait de l'autre côté de la voie, sur les quais des lignes de Bordeaux à Sète (Direction Agde) et de Vias à Lodève. Ce bâtiment servait également de poste d'aiguillage pour la ligne de Vias à Lodève. Ce second bâtiment a été démoli en 1991,.
D'après des clichés datant de cette époque, la gare disposait de bien plus de voies qu'aujourd'hui. En se rendant sur place ou grâce à une vue satellite, on peut constater que ces voies ont été supprimées.
Le Bâtiment Voyageur a été partiellement muré en 2012 afin de faire face au vandalisme. Le passage piétonnier a été remplacé au même moment, l'ancien en bois étant en mauvais état.

## Fréquentation
De 2015 à 2023, selon les estimations de la SNCF, la fréquentation annuelle de la gare s'élève aux nombres indiqués dans le tableau ci-dessous.
| Année           | 2015  | 2016  | 2017  | 2018  | 2019  | 2020  | 2021  | 2022   | 2023   |
| --------------- | ----- | ----- | ----- | ----- | ----- | ----- | ----- | ------ | ------ |
| Voyageurs seuls | 5 816 | 5 810 | 5 704 | 6 804 | 6 904 | 6 242 | 9 940 | 12 291 | 12 257 |

## Service des voyageurs

### Accueil
Halte SNCF, c'est un point d'arrêt non géré (PANG) à entrée libre.
Un passage de niveau planchéié permet la traversée des voies et le passage d'un quai à l'autre.

### Desserte
La gare de Vias est desservie par des trains du réseau TER Occitanie qui circulent entre Narbonne et Montpellier-Saint-Roch (ligne 21). Certains trains sont prolongés au-delà de Montpellier vers Lunel, Nîmes, Avignon-Centre ou Marseille-Saint-Charles. Le temps de trajet est d'environ 25 minutes depuis Narbonne et d'environ 40 minutes depuis Montpellier-Saint-Roch.

### Intermodalité
Un parking pour les véhicules y est aménagé.

Installations et desserte en 2015
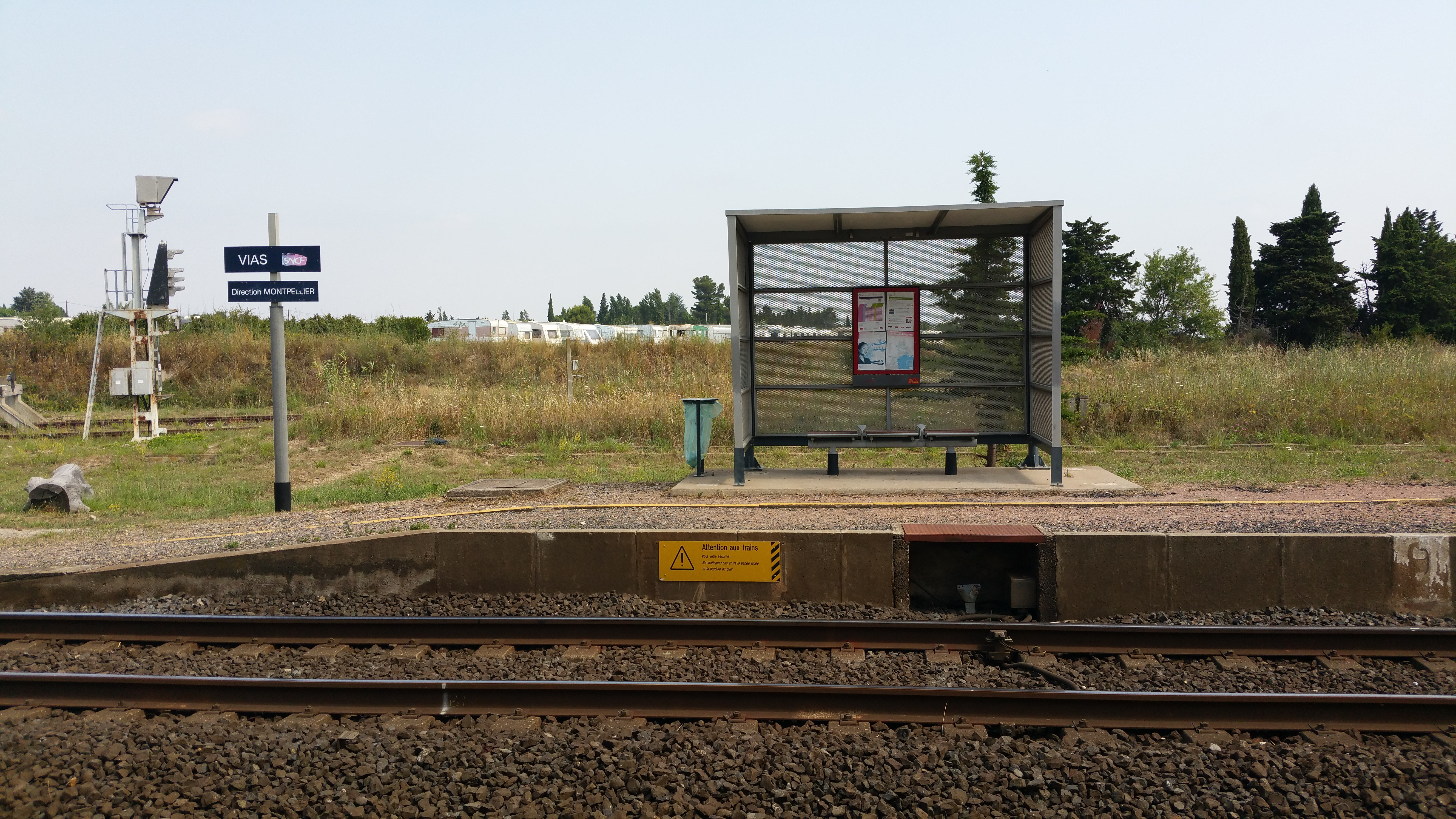
Abri de quai.
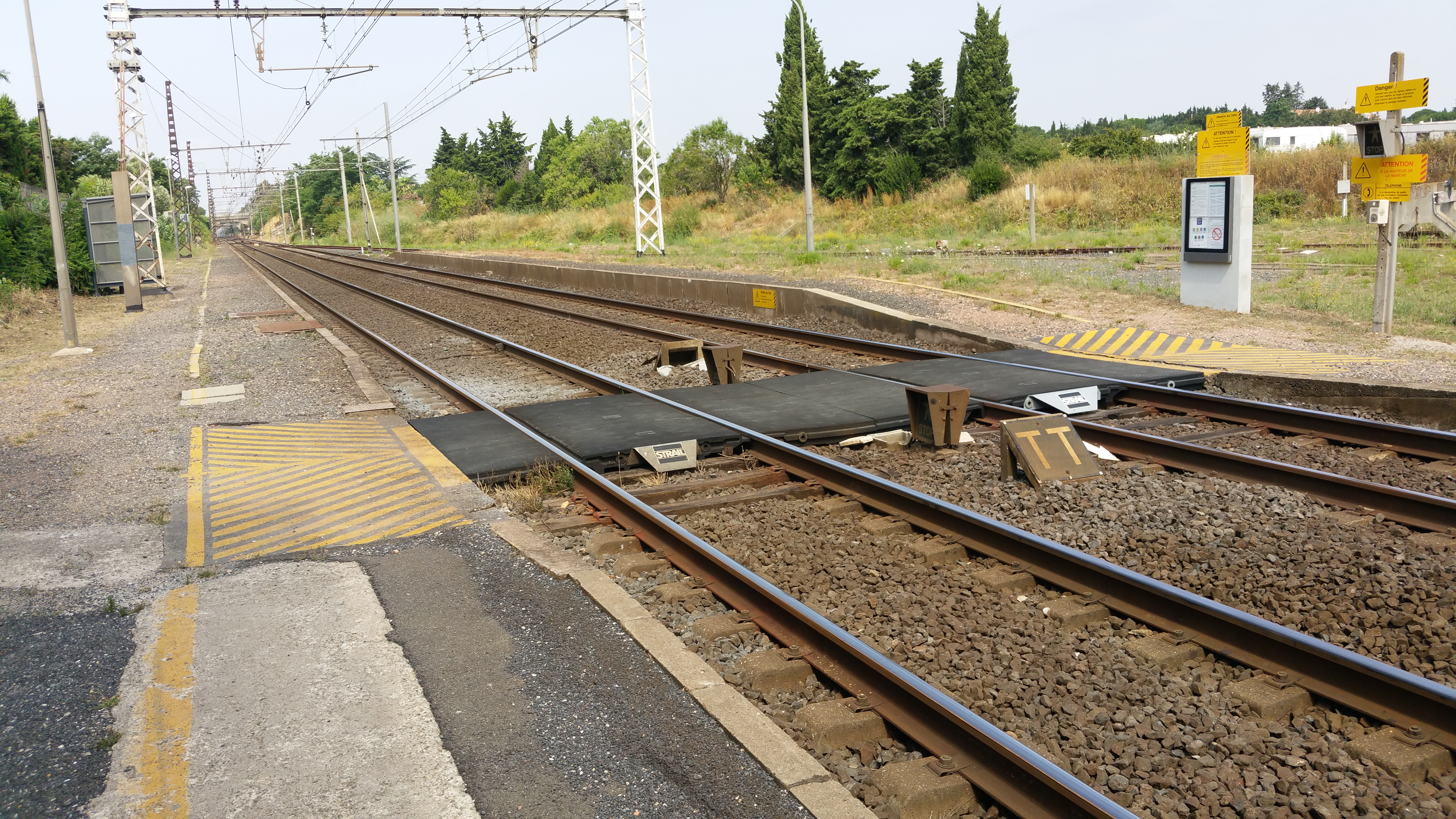
Voies, quais et passage.
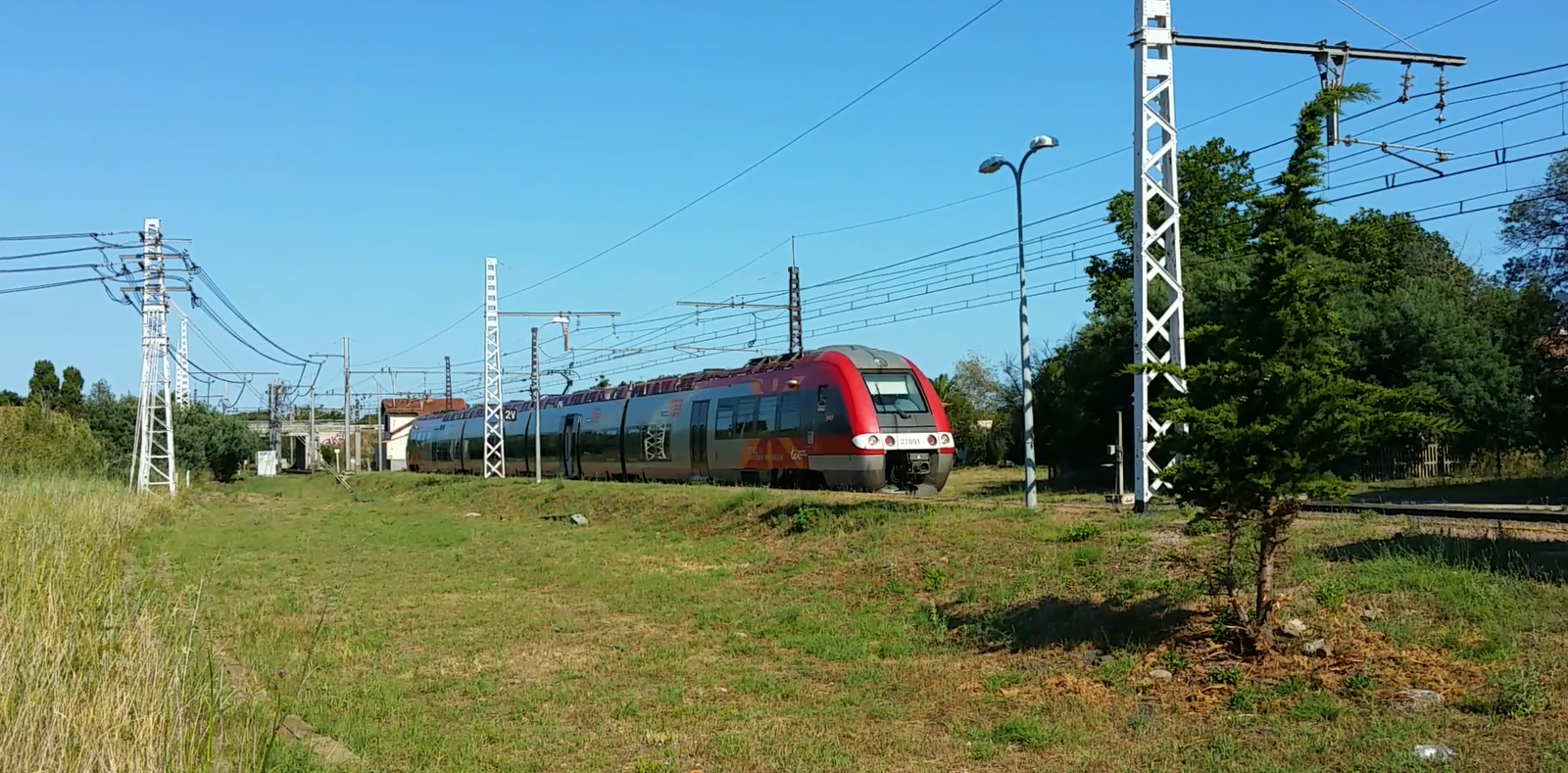
Desserte par un AGC (Z 27500).